# Pomacentrus arabicus
Pomacentrus arabicus är en fiskart som beskrevs av Allen, 1991. Pomacentrus arabicus ingår i släktet Pomacentrus och familjen Pomacentridae. Inga underarter finns listade i Catalogue of Life.